# Bandung Ujung
Bandung Ujung is een bestuurslaag in het regentschap Lubuklinggau van de provincie Zuid-Sumatra, Indonesië. Bandung Ujung telt 3348 inwoners (volkstelling 2010).